# 구부
구부(중국어: 句扶, 생몰년 미상)는 중국 삼국시대 촉한의 장수로, 자는 효흥(孝興)이며, 익주(益州) 파서군(巴西郡) 한창현(漢昌縣) 사람이다.

## 개요
관직은 좌장군(左將軍)이며, 이후 탕거후(宕渠侯)까지 올랐다.
충성을 다했고 무용이 있었으며, 인품은 관대했다. 또, 전공을 세워 왕평(王平)에 버금가는 공명과 작위를 받았다고 한다.
구부의 관한 기록들은 거의 산실되어 열전이 없다.

## 같이 보기
- 삼국지 인물 목록